# Melanie Schlanger
Melanie "Mel" Renee Schlanger (ur. 31 sierpnia 1986 w Nambour), po ślubie znana jako Melanie Wright – australijska pływaczka, dwukrotna mistrzyni olimpijska, mistrzyni świata.
Specjalizuje się w pływaniu stylem dowolnym. Największym osiągnięciem zawodniczki jest złoty medal igrzysk olimpijskich w Pekinie w sztafecie 4 × 200 m stylem dowolnym (startowała tylko w eliminacyjnym wyścigu) i brązowy medal w sztafecie 4 × 100 m kraulem. Jest mistrzynią świata z Montrealu (2005) w sztafecie na tym dystansie.
Odznaczona orderem Australii.

## Osiągnięcia

### Igrzyska olimpijskie
| Olimpiada   | Data             | Konkurencja               | Rezultat    | Miejsce |
| ----------- | ---------------- | ------------------------- | ----------- | ------- |
| Pekin 2008  | 10 sierpnia 2008 | 4 × 100 m stylem dowolnym | 3:35,05 min |         |
| Londyn 2012 | 28 lipca 2012    | 4 × 100 m stylem dowolnym | 3:33,15 min |         |

### Mistrzostwa świata
- 2007 Melbourne -  złoto - 4 × 100 m stylem dowolnym

## Odznaczenia
- Order Australii